# Michael Gerber
Michael Gerber (* 15. ledna 1970 Oberkirch) je německý duchovní a římskokatolický biskup ve Fuldě.

## Život
Po maturitě na Hans-Furler-Gymnasium v Oberkirchu studoval Michael Gerber v letech 1989–1995 filozofii a katolickou teologii na Univerzitě Alberta Ludwiga ve Freiburgu a na Papežské gregoriánské univerzitě v Římě.
Po působení v Bietigheimu u Rastattu (1992–1993), ve farnosti Herz Jesu v Ettlingenu a ve farnosti sv. Jiří ve Völkersbachu u Malsche (1995–1996) byl v roce 1996 vysvěcen na jáhna. Dne 11. května 1997 přijal z rukou arcibiskupa Oskara Saiera svátost kněžského svěcení. Byl kaplanem v Malsch u Ettlingenu (1997–1999) a univerzitním kaplanem katolické univerzitní obce Freiburg-Littenweiler (1999–2001). V roce 2002 se stal subdirektorem Arcibiskupského teologického konviktu a podílel se na studijní fázi kandidátů na kněze. V roce 2006 byl Gerber jmenován subregentem v arcidiecézním semináři ve Freiburgu. V roce 2007 získal doktorát teologie (magna cum laude) za práci o teologicko-antropologických základech formace a výchovy duchovních povolání. V letech 2011–2014 byl rektorem arcidiecézního semináře Collegium Borromaeum ve Freiburgu im Breisgau.
Již od mládí se angažoval v Schönstattském hnutí a během studií vstoupil do Sekulárního institutu Schönstattského institutu diecézních kněží. V letech 2005–2013 byl členem generální rady mezinárodního kněžského společenství.

### Pomocný biskup ve Fribourgu

Erb M. Gerbera jako pomocného biskupa ve Freiburgu

Papež František ho 12. června 2013 jmenoval titulárním biskupem v Migirpa a pomocným biskupem ve Freiburgu. Freiburský arcibiskup Robert Zollitsch ho vysvětil 8. září téhož roku ve freiburské katedrále. Spolusvětiteli byli pomocní biskupové z Freiburgu Bernd Uhl a Rainer Klug. Jeho motto zní „Tecum in foedere“ („S tebou ve smlouvě“). Ve freiburské diecézi byl biskupským vikářem pro komunity a zasvěcené osoby, duchovní komunity a hnutí, pastorační vzdělávání a poradenství.
Je členem Komise pro duchovní povolání a církevní služby a Komise pro mládež Německé biskupské konference.

### Fuldský biskup
13. prosince 2018 jmenován papežem Františkem fuldským biskupem, který nastoupil po Heinzi Josefu Algermissenovi, poté co byl zvolen kapitulou fuldského dómu, a 31. března 2019 byl slavnostní bohoslužbou ve fuldském dómu uveden do úřadu.
V červnu 2021 se v rozhovoru pro Fuldaer Zeitung věnoval mj. reformním požadavkům synodální cesty, jako je svěcení žen, reforma učení o sexuální morálce a ženatí kněží (viri probati).

## Monografie
- Zur Liebe berufen. Pastoraltheologische Kriterien für die Formung geistlicher Berufe in Auseinandersetzung mit Luigi M. Rulla und Josef Kentenich. Echter Verlag, Würzburg 2008, ISBN 978-3-429-02993-7 (Disertační práce). (německy)
- Barfuß klettern. Ermutigungen für Christen heute. Herder, Freiburg 2015, ISBN 978-3-451-38821-7. (německy)